# Barichneumon macariae
Barichneumon macariae är en stekelart som först beskrevs av Cameron 1905.  Barichneumon macariae ingår i släktet Barichneumon och familjen brokparasitsteklar. Inga underarter finns listade.